# Jacques Amyot
Jacques Amyot (Melun, 30 ottobre 1513 – Auxerre, 6 febbraio 1593) è stato un vescovo cattolico, scrittore e traduttore francese del Rinascimento.

## Biografia
Nato in una famiglia povera, riuscì ad arrivare all'Università di Parigi, mantenendosi come servitore degli studenti più ricchi. Aveva diciannove anni quando si laureò a Parigi; in seguito divenne anche dottore in legge a Bourges. Tramite Jacques Colure (o Colin), abate di Sant'Ambrogio a Bourges, divenne tutore nella famiglia di un segretario di stato. Venne raccomandato dal segretario presso Margherita di Valois e grazie all'influenza di quest'ultima divenne professore di greco e latino a Bourges. Qui egli approntò una traduzione di Théagène et Chariclée di Eliodoro (1547), per la quale venne ricompensato da Francesco I con l'abbazia di Bellozane.
Fu allora in grado di andare in Italia per studiare il testo vaticano di Plutarco, dedicandosi per qualche tempo a tradurne le Vite (1559-1565). Strada facendo, eseguì una missione per conto del Concilio di Trento. Tornato in patria, venne nominato tutore dei figli di Enrico II, da uno dei quali (Carlo IX) venne in seguito fatto grand aumônier de France (1561) e dall'altro (Enrico III) venne nominato, nonostante la sua origine plebea, capo dell'Ordine dello Spirito Santo.
Pio V lo promosse vescovo di Auxerre; qui egli continuò a vivere in relativa tranquillità per il resto dei suoi giorni, occupandosi del restauro della cattedrale e perfezionando le sue traduzioni, sebbene fosse turbato, verso la fine della sua vita, dalle insubordinazioni e dalle rivolte del suo clero. Fu un devoto e coscienzioso uomo di chiesa, ed ebbe il coraggio di conservare i propri principî. Si dice che avesse consigliato il cappellano di Enrico III di rifiutare l'assoluzione al re dopo l'assassinio dei principi di Guisa. Nonostante tutto, fu sospettato di aver approvato il crimine: la sua casa fu saccheggiata e fu costretto ad abbandonare Auxerre per qualche tempo. Si dice che morì lasciando in eredità 1200 corone all'ospedale di Orléans per i dodici denari che ricevette lì quando, «povero e nudo», si stava recando a Parigi.
Tradusse sette libri di Diodoro Siculo (1554), il Daphnis et Chloë di Longo (1559) e le Opera Moralia di Plutarco (1572). La sua versione vigorosa e idiomatica di Plutarco, Vies des hommes illustres, venne tradotta in inglese da Sir Thomas North, e fornì a Shakespeare il materiale di base per le sue tragedie romane. Montaigne disse di lui: «Do la palma a Jacques Amyot su tutti gli scrittori francesi, non solo per la semplicità e purezza della lingua, nella quale supera tutti gli altri, né per la sua costanza in un'impresa così lunga, né per la sua profonda erudizione... ma gli sono grato soprattutto per la sua saggezza nello scegliere un'opera così di valore.»

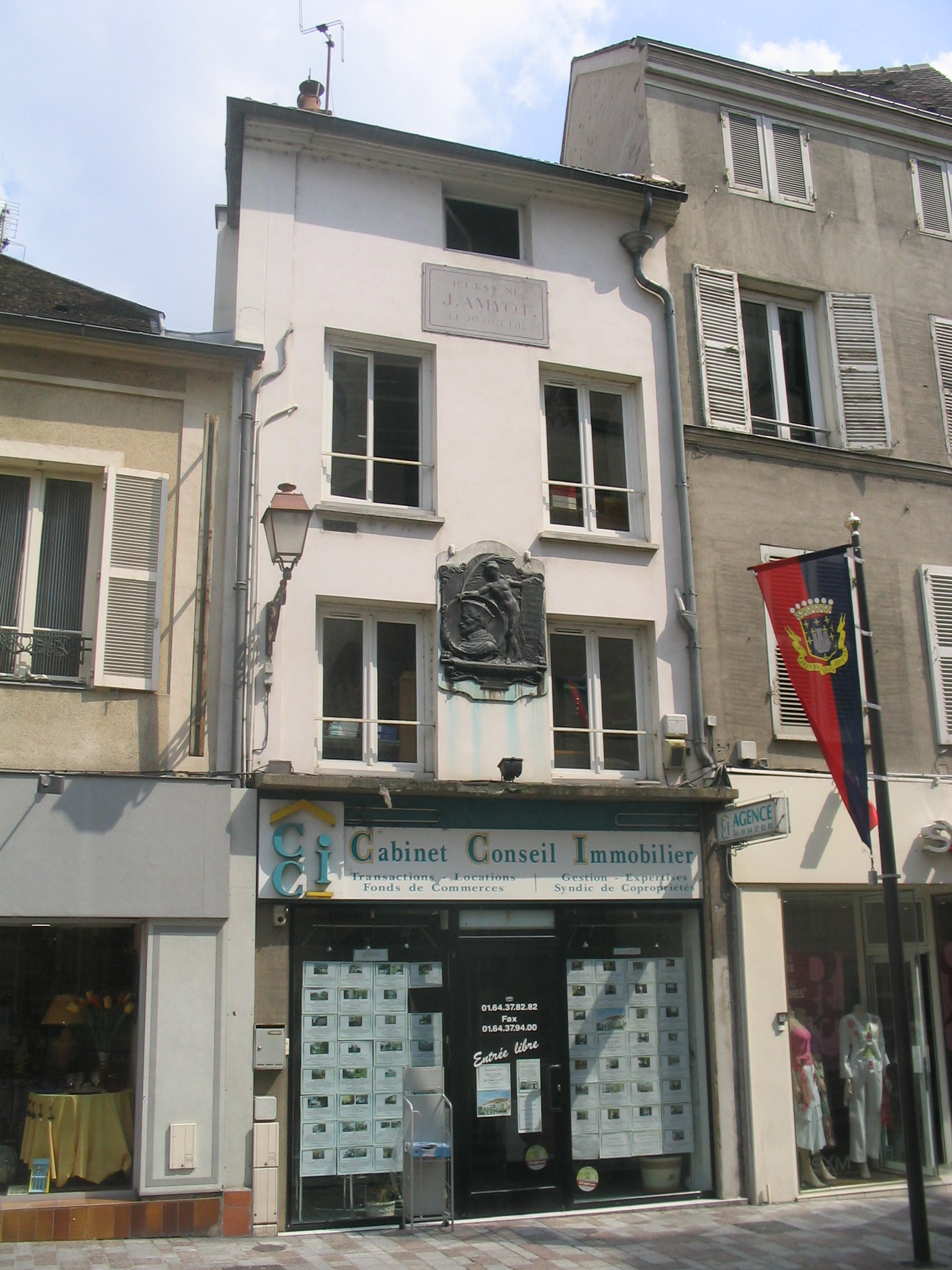
Casa natale di Jacques Amyot a Melun.

Fu in effetti a Plutarco che Amyot dedicò la sua attenzione: le sue altre traduzioni erano accessorie. Non pubblicò la sua versione di Diodoro, sebbene il manoscritto fosse stato scoperto da lui. Amyot si sforzò enormemente per trovare e interpretare correttamente le migliori autorità, ma oggi l'importanza delle sue opere risiede nel loro stile: le sue traduzioni sembrano opere originali. Il metodo personale di Plutarco si rivolgeva a una generazione dedita alle biografie e incapace di qualsiasi teoria generale sulla storia. Il volume di Amyot, dunque, ottenne un'immensa popolarità ed esercitò grande influenza sulle successive generazioni di scrittori francesi.
Esiste una buona edizione delle opere di Amyot prodotta da Didot (25 volumi, 1818-1821). Si veda inoltre Auguste de Belignières, Essai sur Amyot et les traducteurs français au XVI siècle (Paris, 1851).

## Genealogia episcopale
La genealogia episcopale è:
- Cardinale Prospero Santacroce
- Cardinale Pierre de Gondi
- Vescovo Jacques Amyot